# Lysandra marginata
Lysandra marginata är en fjärilsart som beskrevs av Tutt 1909. Lysandra marginata ingår i släktet Lysandra och familjen juvelvingar. Inga underarter finns listade i Catalogue of Life.